# Robert O'Leary
Robert O'Leary es un deportista irlandés que compite en vela en la clase Star. Su hermano Peter compitió en el mismo deporte.
Ganó una medalla de bronce en el Campeonato Europeo de Star de 2018.

## Palmarés internacional
| \| Campeonato Europeo \| Campeonato Europeo \| Campeonato Europeo \| Campeonato Europeo \| \| Año \| Lugar \| Medalla \| Clase \| \| ------------------ \| --------------------- \| ------------------ \| ------------------ \| \| 2018 \| Flensburgo (Alemania) \| Medalla de bronce \| Star \| |                       |                   |       |
| Campeonato Europeo |                       |                   |       |
| Año | Lugar                 | Medalla           | Clase |
| 2018 | Flensburgo (Alemania) | Medalla de bronce | Star  |